# 白腹军舰鸟
白腹軍艦鳥（學名：Fregata andrewsi）是一种热带大型海鸟，属于军舰鸟科。其主要分布于印度洋，以圣诞岛为繁殖地。捕食水面和浅滩中的鱼类；经常抢夺其他海鸟所捕获的鱼，故又被称为“海盗鸟”。

## 特徵
白腹軍艦鳥身長89–100厘米（35–39英寸），翼展為205–230厘米（81–91英寸），重約1,550克（3.42磅）。
，喙長而尖端彎曲，腳趾間有蹼（蹼膜有很深的缺口），翅膀比較長而狹窄，尾部猶如深叉的形狀。背部黑色。腹部白色。雄性鳥的嘴是暗灰色；雌性鳥的嘴則是紅色。

## 分佈[5]

### 國家或地區

#### 栖息地
- 汶萊達魯薩蘭國
- 柬埔寨
- 中國南部沿海（包括香港米埔）
- 聖誕島
- 印尼
- 馬來西亞
- 新加坡
- 斯里蘭卡
- 泰國
- 東帝汶民主共和國

#### 漂泊不定
- 澳洲
- 可可斯群島
- 印度
- 日本
- 肯亞
- 越南

### 海域
- 印度洋東部
- 太平洋西部的中心

## 歷史
1988年列為受威脅，1994年提升為易危，自2000年起維持在最高評級極危內。主要原因是其繁殖地出現了極大量的細足捷蟻（Anoplolepis gracilipes），嚴重破壞了其存活空間。

## 腳注
1. ↑  BirdLife International. . The IUCN Red List of Threatened Species. 2022, 2022: e.T22697742A210923623  [2022-10-01].
2. ↑  . cites.org.   [2022-10-01]. （原始内容存档于2021-11-06）.
3. ↑  https://www.hbw.com/species/christmas-frigatebird-fregata-andrewsi
4. ↑  . 聯合報. 2006-01-13  [2008-01-04]. （原始内容存档于2008-07-30）.
5. ↑  . International Union for Conservation of Nature and Natural Resources.   [2008-01-04]. （原始内容存档于2008-09-26）.

## 外部連結
- （繁體中文） 米埔內的特別鳥種
- （中文） 動物資料室 （页面存档备份，存于）
- （繁體中文） 新聞中的科學--軍艦鳥怎能連飛26天？
- （英文） birdlife